# Заплавное (Самарская область)
Заплавное — село в Борском районе Самарской области России. Административный центр сельского поселения Заплавное.

## География
Село находится в восточной части Самарской области, в степной зоне, на левом берегу реки Самара, на расстоянии примерно 4 км (по прямой) к югу от села Борское, административного центра района. Абсолютная высота — 54 м над уровнем моря.
Климат
Климат характеризуется как резко континентальный, с морозной малоснежной зимой и жарким сухим летом. Средняя температура воздуха самого тёплого месяца (июля) — 21 °C; самого холодного (января) — −14 °C. Среднегодовое количество атмосферных осадков составляет 350 мм.
Часовой пояс
Село Заплавное, как и вся Самарская область, находится в часовой зоне МСК+1. Смещение применяемого времени относительно UTC составляет +4:00.

## Население
| 2010 |
| ---- |
| 892  |

Половой состав
По данным Всероссийской переписи населения 2010 года, в гендерной структуре населения мужчины составляли 46,6 %, женщины — соответственно 53,4 %.
Национальный состав
Согласно результатам переписи 2002 года, в национальной структуре населения русские составляли 92 % из 825 чел.

## Палеонтология
В окрестностях села обнаружены окаменелости темноспондильных амфибий, обитавших в раннем триасовом периоде. В заплавленском горизонте верхнеиндского подъяруса найдены ископаемые остатки Selenocara, Tupilakosaurus, Syrtosuchus, Samarabatrachus, Qantas и неопределённых представителей семейства Lonchorhynchidae.